# Rembertów
Rembertów är ett distrikt i östra Warszawa. Rembertów hade 23 441 invånare år 2012.